# Doryopteris latiloba
Doryopteris latiloba är en kantbräkenväxtart som beskrevs av Carl Frederik Albert Christensen. Doryopteris latiloba ingår i släktet Doryopteris och familjen Pteridaceae. Inga underarter finns listade.